# Roseburia intestinalis
Roseburia intestinalis è una specie di batterio appartenente alla famiglia delle Lachnospiraceae.